# Ellipostoma straminea
Ellipostoma straminea är en fjärilsart som beskrevs av W. Warren 1893. Ellipostoma straminea ingår i släktet Ellipostoma och familjen mätare. Inga underarter finns listade i Catalogue of Life.